# Trogolaimus uniformis
Trogolaimus uniformis är en rundmaskart som beskrevs av Nathan Augustus Cobb 1920. Trogolaimus uniformis ingår i släktet Trogolaimus och familjen Selachinematidae. Inga underarter finns listade i Catalogue of Life.